# Football Alliance
Footbal Alliance a fost o competiție fotbalistică care s-a disputat doar trei sezoane: 1889-1892. În rivalitate cu Football League și Football Alliance era constituită din 12 cluburi. Unele dintre acestea evoluaseră în The Combination cu un an în urmă, însă această competiție dispăruse din cauza managementului defectuos.
În 1891, la finalul celui de-al doilea sezon Stoke Football Club și Darwen Football Club părăsesc Football Alliance pentru a intra în Football League.

## Membrii Football Alliance
| Club                                 | Admis | Renunțat |
| ------------------------------------ | ----- | -------- |
| Long Eaton Rangers Football Club     | 1889  | 1890     |
| Sunderland Albion Football Club      | 1889  | 1891     |
| Darwen Football Club                 | 1889  | 1891     |
| Stoke Football Club                  | 1890  | 1891     |
| Birmingham St George's Football Club | 1889  | 1892     |
| Newton Heath Football Club           | 1889  | 1892     |
| Nottingham Forest Football Club      | 1889  | 1892     |
| The Wednesday Football Club          | 1889  | 1892     |
| Ardwick Football Club                | 1891  | 1892     |
| Bootle Football Club                 | 1889  | 1892     |
| Burton Swifts Football Club          | 1891  | 1892     |
| Crewe Alexandra Football Club        | 1889  | 1892     |
| Grimsby Town Football Club           | 1889  | 1892     |
| Lincoln City Football Club           | 1891  | 1892     |
| Small Heath Football Club            | 1889  | 1892     |
| Walsall Town Swifts Football Club    | 1889  | 1892     |

## Campionii Football Alliance
| Sezon   | Club                   |
| ------- | ---------------------- |
| 1889–90 | The Wednesday F.C.     |
| 1890–91 | Stoke City F.C.        |
| 1891–92 | Nottingham Forest F.C. |

## Vezi
- Football League (1888-1892)
- Football League First Division
- Premier League